# Pierre Kalulu
Pierre Kazeye Rommel Kalulu Kyatengwa (* 5. Juni 2000 in Lyon) ist ein französischer Fußballspieler. Der Abwehrspieler steht aktuell bei Juventus Turin unter Vertrag und kann sowohl als Innenverteidiger, als auch in der Außenverteidiger spielen.

## Karriere

### Vereine

#### Olympique Lyon
Pierre Kalulu wechselte im Sommer 2010 von seinem Jugendverein AS De Saint-Prest in die Nachwuchsabteilung von Olympique Lyon. In Lyon durchlief er von 2010 bis 2018 die verschiedenen Jugendabteilungen und wechselte im Juni 2018 in die 2. Mannschaft von Olympique Lyon. Für das Heimspiel gegen SC Amiens am 5. März 2020 wurde Kalulu in den Kader der 1. Mannschaft von Olympique Lyon einberufen, blieb dabei aber ohne Pflichtspieleinsatz.

#### AC Mailand
Im Sommer 2020 wechselte Pierre Kalulu nach Italien zur AC Mailand. Im Dezember 2020 kam er im letzten Gruppenspiel der UEFA Europa League gegen Sparta Prag erstmals in einem Pflichtspiel zum Einsatz. Eine Woche später erzielte Kalulu beim Auswärtsspiel in der Serie A gegen den CFC Genua sein erstes Tor in einem Pflichtspiel. Kalulu beendete seine erste Saison mit der AC Mailand auf dem zweiten Tabellenplatz und kam dabei wettbewerbsübergreifend auf 18 Pflichtspieleinsätze. Nach Verletzungen der eigentlichen Innenverteidiger etablierte sich Kalulu auf dieser Position im Laufe der Saison 2021/22 fest in der Startelf und gewann mit den Mailänder in dieser Spielzeit die italienische Meisterschaft. Überraschend erreichte Kalulu mit Milan in der Spielzeit 2022/23 das Halbfinale der UEFA Champions League, dort scheiterten die Italiener allerdings am Stadtrivalen Inter Mailand. Kalulu absolvierte in dieser Saison 46 Pflichtspiele für die Mailänder. Ende Oktober 2023 verletzte er sich beim Ligaspiel gegen die SSC Neapel an der Patellasehne und fiel in Folge der notwendigen Operation mehrere Monate aus. Dadurch absolvierte Kalulu in der Saison 2023/24 nur 11 Pflichtspiele für die Mailänder.

#### Juventus Turin
Ende August 2024 wechselte Kalulu per Leihe mit Kaufoption für die Saison 2024/25 zu Ligakonkurrent Juventus Turin. In Turin stand er von Beginn an regelmäßig in der Startelf und absolvierte in seiner ersten Saison 39 Pflichtspiele. Anfang Juni 2025 zog Juventus die vereinbarte Kaufoption und stattete Kalulu mit einem Vertrag bis Sommer 2029 aus.

### Nationalmannschaft
Von Juni 2018 bis Juli 2021 durchlief Kalulu die verschiedenen Junioren-Nationalmannschaften Frankreichs und nahm dabei als Stammspieler an der U19-Europameisterschaft 2019 teil, bei welcher Frankreich erst im Halbfinale gegen den späteren Europameister Spanien ausgeschieden ist. Sein Debüt für die U21-Auswahl bestritt er im Viertelfinale der U21-Europameisterschaft 2021, dort verlor Frankreich allerdings mit 2:1 gegen die Niederlande.
Für die Olympischen Sommerspiele 2021 in Tokio wurde Kalulu in den Kader der französischen Fußballauswahl einberufen. Frankreich schied dabei allerdings nach zwei Niederlagen gegen Mexico und Gastgeber Japan bereits in der Gruppenphase des olympischen Fußballturniers aus, Kalulu stand bei allen drei Gruppenspielen in der Startelf der Franzosen.
Im Juni und Juli 2023 nahm Kalulu erneut an der U21-Europameisterschaft teil. Nachdem Frankreich die Gruppenphase noch mit drei Siegen auf dem 1. Tabellenplatz beendet hatte, verlor die U21-Auswahl das Viertelfinale mit 1:3 gegen die Ukraine und schied aus dem Turnier aus. Kalulu stand bei zwei Gruppenspielen und im Viertelfinale in der Startelf von Frankreich.
Anfang Juni 2025 stand Kalulu unter Trainer Didier Deschamps bei der Endrunde der UEFA Nations League 2024/25 erstmals im Kader der französischen A-Nationalmannschaft. Sein Debüt gab er dabei an seinem 25. Geburtstag bei der 4:5-Niederlage im Halbfinale gegen Spanien.

## Erfolge
- Italienischer Meister: 2021/22 (AC Mailand)

## Familie
Seine älteren Brüder Aldo Kalulu und Gédéon Kalulu sind ebenfalls Profifußballer.